# Абрикос маньчжурский
Абрико́с маньчжу́рский (лат. Prúnus mandschúrica) — вид растений рода Слива (секция Абрикос).
|  |
|  |

## Ботаническое описание
Листопадное дерево высотой 10—15 м, с диаметром ствола до 45 см, с раскидистой ажурной кроной. Даёт обильную поросль.
Кора тёмно-серая, опробковевшая, мягкая, трещиноватая, напоминающая кору бархата.
Корневая система мощная, с глубоким стержневым и длинными боковыми корнями.
Листья 5—12 см длиной, от ланцетно-овальных до яйцевидных или широкоовальных, на ростовых побегах значительно крупнее, чем на плодущих, голые, длиннозаострённые, по краю грубо двоякопильчатые.
Цветки вначале светло-розовые, затем бледнеют, около 2,5 см в диаметре, на цветоножке до 1 см длины, собраны в пучки. Цветёт до распускания листьев, в мае. Плоды созревают в июле — августе. Продолжительность цветения 10—11 дней.
Плоды округло-овальные, слегка сжатые с боков, длиною около 2,5 см, жёлтые или оранжевобокие, бархатистые, малосочные или суховатые, с волокнистой сладковато-кислой или горькой мякотью. Местами на отдельных деревьях встречаются вполне съедобные плоды.

## Распространение и экология
Встречается в Северо-Восточном Китае (Маньчжурии, откуда и название) и на севере полуострова Корея, в южных районах Приморского края от озера Ханка до Владивостока (преимущественно на сухих склонах сопок). Редкий вид, занесён в Красную книгу РФ. Является типичным представителем макротермной неморальной флоры Приморья, своеобразным маркёром субтропических рефугиумов (убежищ) с самым благоприятным климатом. В диком виде местами наибольшей концентрации вида являются: Борисовское плато, Лозовой хребет, долины рек, стекающих в озеро Ханка, Ливадийский хребет.
Растёт на крутых, сухих, южных склонах среди дубово-широколиственных лесов, одиночно или группами.
Светолюбив, засухоустойчив и морозостоек. К почве мало требователен, но лучше развивается на глубоких плодородных суглинисто-песчаных, хорошо дренированных и умеренно влажных почвах. Растёт быстро. Ветроустойчив. Размножается семенами. Доживает до 80—100 и более лет. Медонос.

## В культуре
В культуре с 1900 года. Светолюбив, к почве нетребователен, зимостоек, засухоустойчив (ксерофит). Легко размножается семенами.
Семена требуют стратификации продолжительностью 50—70 дней. Всхожесть около 90 %, часть всходит на следующий год.
Растение используется для создания живых изгородей (по периметру территорий, в лесополосах).
Этот вид можно считать декоративно-плодовым. Плоды используются преимущественно в переработке.
Именно из этого вида абрикоса выведены плодовые сорта абрикоса, районированного в Сибири, на Урале, центральных регионах России:
- 'Акбашевский'
- 'Уралец'
- 'Медовый'
- 'Снежинский'
- 'Золотая косточка'
- 'Первенец'
- 'Пикантный'
- 'Кичигинский'
- 'Челябинский ранний'

## Значение и применение
Плоды пригодны для переработки на повидло, варенье, пастилу и др. Косточки используются как заменитель миндаля, а пережженные — для приготовления чёрной туши. Семена содержат до 40 % масла.
В плодах содержится 0,25 % сахара, кислот 3,07 %, протеина 0,45 %, золы 1,43 %; в семенах — жира 52,41 %, сахаров (после инверсии) 9,32 %, протеина 20,44 %, амигдалина 0,17 %.
Иваном Мичуриным абрикос маньчжурский использовался для получения зимостойких культурных сортов.
Хороший весенний медонос и пыльценос. Цветки хорошо посещаются пчёлами. Продуктивность нектара 100 цветками 77,0—104,0 мг сахара, одного цветка 1,8—2,3 мг. При сплошном произрастании продуктивность мёда 50—70 кг/га. Из-за незначительного распространения заметной роли в медосборе не играет. Взяток активизирует наращивание силы семей к главному медосбору. Масса пыльников одного цветка 5,3—7,0, а пыльцепродуктивность 1,8—2,3 мг.
Древесина плотная, тяжёлая, прочная, с желтоватой заболонью и коричневым ядром. Из-за малых запасов подлежит охране, использованию для сбора семян и косточек.
Декоративен, пригоден для озеленения и почвозащитных и оврагоукрепительных посадок.